# Az FC Bayern München 2021–2022-es szezonja
Ez a szócikk az FC Bayern München 2021–2022-es szezonjáról szól, mely az 57. a Bundesligaban, összességében pedig a 123. idénye a német első osztályban. Az előző szezon bajnokaként a hazai bajnokság mellett a német kupában és a bajnokok ligájában indulhat. A szezon 2021. augusztus 13-án kezdődött és 2022. május 14-én fejeződött be.

## Mezek
Gyártó: Adidas
mezszponzor: Deutsche Telekom
| Hazai | Vendég | Vendég |

## Átigazolások
2021. évi nyári átigazolási időszak, 
 2022. évi téli átigazolási időszak

### Érkezők
| Dátum                | Mezszám | Poszt       | Nemzet  | Név             | Kor | Honnan        | Szerződés megnevezése | Átigazolási időszak                 | Szerződés vége   | Átigazolás összege | Forrás      |
| -------------------- | ------- | ----------- | ------- | --------------- | --- | ------------- | --------------------- | ----------------------------------- | ---------------- | ------------------ | ----------- |
| 2021. július 1.      | 2       | hátvéd      | francia | Dayot Upamecano | 22  | RB Leipzig    | átigazolás            | 2021. évi nyári átigazolási időszak | 2026. június 30. | 42,5 M €           | [ 1 ]       |
| 2021. július 1.      | 3       | hátvéd      | angol   | Omar Richards   | 23  | Reading       | átigazolás            | 2021. évi nyári átigazolási időszak | 2025. június 30. | ingyen             | [ 2 ]       |
| 2021. július 1.      | 26      | kapus       | német   | Sven Ulreich    | 32  | Hamburger SV  | átigazolás            | 2021. évi nyári átigazolási időszak | 2022. június 30. | ingyen             | [ 3 ]       |
| 2021. augusztus 30.  | 18      | középpályás | osztrák | Marcel Sabitzer | 27  | RB Leipzig    | átigazolás            | 2021. évi nyári átigazolási időszak | 2025. június 30. | 15 M €             | [ 4 ] [ 5 ] |
| 2021. szeptember 10. | –       | középpályás | horvát  | Lovro Zvonarek  | 16  | Slaven Belupo | átigazolás            | 2021. évi nyári átigazolási időszak | 202?. június 30. | 1.8 M €            | [ 6 ] [ 7 ] |

### Új szerződések
| Dátum                | Poszt       | Név           | Szerződés hossza | Szerződés vége | Jegyzetek |
| -------------------- | ----------- | ------------- | ---------------- | -------------- | --------- |
| 2021. szeptember 16. | középpályás | Leon Goretzka | 4 év             | 2026           | [ 8 ]     |

### Kölcsönből visszatérők
| Dátum       | Mezszám | Poszt       | Nemzet   | Név                  | Kor | Honnan       | Átigazolási időszak                 |
| ----------- | ------- | ----------- | -------- | -------------------- | --- | ------------ | ----------------------------------- |
| 2021 július | 36      | kapus       | német    | Christian Früchtl    | 21  | Nürnberg     | 2021. évi nyári átigazolási időszak |
| 2021 július | 33      | hátvéd      | német    | Lars Lukas Mai       | 21  | Darmstadt 98 | 2021. évi nyári átigazolási időszak |
| 2021 július | 41      | hátvéd      | amerikai | Chris Richards       | 21  | Hoffenheim   | 2021. évi nyári átigazolási időszak |
| 2021 július | 30      | középpályás | német    | Adrian Fein          | 22  | PSV          | 2021. évi nyári átigazolási időszak |
| 2021 július | —       | középpályás | francia  | Mickaël Cuisance     | 22  | Marseille    | 2021. évi nyári átigazolási időszak |
| 2021 július | 14      | csatár      | holland  | Joshua Zirkzee       | 22  | Parma        | 2021. évi nyári átigazolási időszak |
| 2021 július | 34      | csatár      | német    | Oliver Batista Meier | 20  | Heerenveen   | 2021. évi nyári átigazolási időszak |
| 2021 július | 45      | csatár      | német    | Leon Dajaku          | 20  | Union Berlin | 2021. évi nyári átigazolási időszak |

### Kölcsönbe távozók
| Mezszám | dátum                | Poszt       | Nemzet   | Név                  | Kor | Hová           | Átigazolás megnevezése | forrás |
| ------- | -------------------- | ----------- | -------- | -------------------- | --- | -------------- | ---------------------- | ------ |
| 33      | 2021. július 1.      | hátvéd      | német    | Lars Lukas Mai       | 21  | Werder Bremen  | kölcsönbe              | [ 9 ]  |
| 35      | 2021. július 1.      | kapus       | német    | Alexander Nübel      | 24  | AS Monaco      | kölcsönbe              | [ 10 ] |
| 30      | 2021. július 14.     | hátvéd      | német    | Adrian Fein          | 22  | Greuther Fürth | kölcsönbe              | [ 11 ] |
| 14      | 2021. augusztus 03.  | csatár      | holland  | Joshua Zirkzee       | 20  | Anderlecht     | kölcsönbe              | [ 12 ] |
| 15      | 2021. augusztus 31.  | hátvéd      | amerikai | Chris Richards       | 21  | Hoffenheim     | kölcsönbe              | [ 13 ] |
| 39      | 2021. augusztus 31.  | kapus       | német    | Ron-Thorben Hoffmann | 22  | Sunderland     | kölcsönbe              | [ 14 ] |
| –       | 2021. szeptember 10. | Középpályás | horvát   | Lovro Zvonarek       | 16  | Slaven Belupo  | kölcsönbe              | [ 15 ] |

### Távozók
| Mezszám | dátum                | Poszt       | Nemzet  | Név              | Kor | Hová         | Átigazolás összege          | forrás        |
| ------- | -------------------- | ----------- | ------- | ---------------- | --- | ------------ | --------------------------- | ------------- |
| 8       | 2021. június 30.     | középpályás | spanyol | Javi Martínez    | 32  | Katar SC     | lejárt a szerződése, ingyen | [ 16 ]        |
| 27      | 2021. július 1       | hátvéd      | osztrák | David Alaba      | 28  | Real Madrid  | lejárt a szerződése, ingyen | [ 17 ] [ 18 ] |
| 45      | 2021. augusztus 31.  | hátvéd      | német   | Leon Dajaku      | 20  | Union Berlin | 1M €                        | [ 19 ]        |
| 17      | 2021. szeptember 01. | hátvéd      | német   | Jérôme Boateng   | 32  | Lyon         | lejárt a szerződése, ingyen | [ 20 ]        |
| 17      | 2022. január 03.     | középpályás | francia | Mickaël Cuisance | 22  | Lyon         | 4,5M €                      | [ 21 ] [ 22 ] |

## Tabella
| Hely. | Csapat               | M  | Gy | D | V  | G+ | G– | Gk  | P  | Továbbjutás vagy kiesés    |
| ----- | -------------------- | -- | -- | - | -- | -- | -- | --- | -- | -------------------------- |
| 1.    | Bayern MünchenCV (B) | 34 | 24 | 5 | 5  | 97 | 37 | +60 | 77 | Bajnokok Ligája–csoportkör |
| 2.    | Borussia Dortmund    | 34 | 22 | 3 | 9  | 85 | 52 | +33 | 69 | Bajnokok Ligája–csoportkör |
| 3.    | Bayer Leverkusen     | 34 | 19 | 7 | 8  | 80 | 47 | +33 | 64 | Bajnokok Ligája–csoportkör |
| 4.    | RB Leipzig           | 34 | 17 | 7 | 10 | 72 | 37 | +35 | 58 | Bajnokok Ligája–csoportkör |
| 5.    | Union Berlin         | 34 | 16 | 9 | 9  | 50 | 44 | +6  | 57 | Európa-liga–csoportkör     |

## Keret
Legutóbb frissítve: 2022. február 5-én lett.
| Mezszám       | Név                      | Nemzet    | Poszt       | Születési idő (Kor)            | Átigazolás ideje    | Átigazolás vége  | Honnan                            | Pályára lépések | Gólok   | Átigazolás összege (€): | Értéke (€):  | Megjegyzés:                       |         |         |
| Kapusok       | Kapusok                  | Kapusok   | Kapusok     | Kapusok                        | Kapusok             | Kapusok          | Kapusok                           | Kapusok         | Kapusok | Kapusok                 | Kapusok      | Kapusok                           | Kapusok | Kapusok |
| ------------- | ------------------------ | --------- | ----------- | ------------------------------ | ------------------- | ---------------- | --------------------------------- | --------------- | ------- | ----------------------- | ------------ | --------------------------------- | ------- | ------- |
| 1             | Manuel Neuer             | német     | kapus       | 1986. március 27. (39 éves)    | 2011. július 1.     | 2023. június 30. | Schalke 04                        | 462             | 0       | 30 Millió €             | 14 Millió €  | (csapatkapitány)                  |         |         |
| 26            | Sven Ulreich             | német     | kapus       | 1988. augusztus 3. (36 éves)   | 2021. július 1.     | 2022. június 30. | Hamburger SV                      | 2               | 0       | ingyen                  | 0,9 Millió € |                                   |         |         |
| 36            | Christian Früchtl        | német     | kapus       | 2000. január 28. (25 éves)     | 2017. július 1.     | 2023. június 30. | utánpótlás rendszerből került fel | 0               | 0       | ingyen                  | 0,6 Millió € |                                   |         |         |
| Védők         |                          |           |             |                                |                     |                  |                                   |                 |         |                         |              |                                   |         |         |
| 2             | Dayot Upamecano          | francia   | hátvéd      | 1998. október 27. (26 éves)    | 2021. július 5.     | 2026. június 30. | RB Leipzig                        | 24              | 1       | 42,5 Millió €           | 55 Millió €  |                                   |         |         |
| 3             | Dayot Upamecano          | angol     | hátvéd      | 1998. február 15. (27 éves)    | 2021. július 1.     | 2025. június 30. | Reading                           | 13              | 0       | ingyen                  | 7 Millió €   |                                   |         |         |
| 4             | Niklas Süle              | német     | hátvéd      | 1995. szeptember 3. (29 éves)  | 2017. július 1.     | 2022. június 30. | Hoffenheim                        | 159             | 6       | 20 Millió €             | 35 Millió €  |                                   |         |         |
| 5             | Benjamin Pavard          | francia   | hátvéd      | 1996. március 28. (29 éves)    | 2019. július 1.     | 2024. június 30. | VfB Stuttgart                     | 104             | 5       | 35 Millió €             | 30 Millió €  |                                   |         |         |
| 19            | Alphonso Davies          | kanadai   | hátvéd      | 1996. március 28. (29 éves)    | 2019. január 1.     | 2025. június 30. | Vancouver Whitecaps               | 107             | 5       | 10 Millió €             | 70 Millió €  |                                   |         |         |
| 20            | Bouna Sarr               | szenegáli | hátvéd      | 1992. január 31. (33 éves)     | 2020. október 5.    | 2024. június 30. | Marseille                         | 25              | 1       | 8 Millió €              | 3 Millió €   |                                   |         |         |
| 21            | Lucas Hernández          | francia   | hátvéd      | 1996. február 14. (29 éves)    | 2019. július 1.     | 2024. június 30. | Marseille                         | 83              | 1       | 80 Millió €             | 50 Millió €  |                                   |         |         |
| 23            | Tanguy Nianzou           | francia   | hátvéd      | 1992. június 7. (32 éves)      | 2020. július 1.     | 2024. június 30. | Paris Saint-Germain               | 21              | 0       | ingyen                  | 11 Millió €  |                                   |         |         |
| 44            | Josip Stanišić           | horvát    | hátvéd      | 2000. április 2. (25 éves)     | 2019. július 1.     | 2025. június 30. | Bayern München II                 | 13              | 0       | ingyen                  | 4 Millió €   |                                   |         |         |
| Középpályások |                          |           |             |                                |                     |                  |                                   |                 |         |                         |              |                                   |         |         |
| 6             | Joshua Kimmich           | német     | középpályás | 1995. február 8. (30 éves)     | 2015. július 2.     | 2025. június 30. | RB Leipzig                        | 281             | 33      | 8,5 Millió €            | 85 Millió €  |                                   |         |         |
| 8             | Leon Goretzka            | német     | középpályás | 1995. február 6. (30 éves)     | 2018. július 1.     | 2026. június 30. | Schalke 04                        | 130             | 27      | ingyen                  | 70 Millió €  |                                   |         |         |
| 18            | Marcel Sabitzer          | osztrák   | középpályás | 1994. március 17. (31 éves)    | 2021. augusztus 30. | 2025. június 30. | RB Leipzig                        | 17              | 0       | 15 Millió €             | 27 Millió €  |                                   |         |         |
| 22            | Marc Roca                | spanyol   | középpályás | 1996. november 26. (28 éves)   | 2020. október 4.    | 2025. június 30. | Espanyol                          | 18              | 0       | 9 Millió €              | 7 Millió €   |                                   |         |         |
| 24            | Corentin Tolisso         | francia   | középpályás | 1994. augusztus 3. (30 éves)   | 2017. július 1.     | 2022. június 30. | Lyon                              | 112             | 21      | 41,5 Millió €           | 15 Millió €  |                                   |         |         |
| 42            | Jamal Musiala            | francia   | középpályás | 2003. február 26. (22 éves)    | 2020. július 1.     | 2026. június 30. | utánpótlás rendszerből került fel | 65              | 13      | ingyen                  | 55 Millió €  |                                   |         |         |
| Csatárok      |                          |           |             |                                |                     |                  |                                   |                 |         |                         |              |                                   |         |         |
| 7             | Serge Gnabry             | német     | csatár      | 1995. július 14. (29 éves)     | 2017. július 1.     | 2023. június 30. | Werder Bremen                     | 154             | 59      | 8 Millió €              | 70 Millió €  |                                   |         |         |
| 9             | Robert Lewandowski       | legyen    | csatár      | 1988. augusztus 21. (36 éves)  | 2014. július 1.     | 2023. június 30. | Borussia Dortmund                 | 358             | 329     | ingyen                  | 50 Millió €  |                                   |         |         |
| 10            | Leroy Sané               | német     | csatár      | 1996. január 11. (29 éves)     | 2020. július 15.    | 2025. június 30. | Manchester City                   | 73              | 22      | 60 Millió €             | 70 Millió €  |                                   |         |         |
| 11            | Kingsley Coman           | francia   | csatár      | 1996. június 13. (28 éves)     | 2017. július 1.     | 2027. június 30. | Juventus                          | 159             | 37      | 21 Millió €             | 55 Millió €  |                                   |         |         |
| 13            | Eric Maxim Choupo-Moting | kameruni  | csatár      | 1989. március 23. (36 éves)    | 2020. október 5.    | 2023. június 30. | Paris Saint-Germain               | 44              | 17      | ingyen                  | 3,5 Millió € |                                   |         |         |
| 25            | Thomas Müller            | német     | csatár      | 1989. szeptember 13. (35 éves) | 2009. július 1.     | 2023. június 30. | Bayern München II                 | 611             | 224     | ingyen                  | 25 Millió €  | utánpótlás rendszerből került fel |         |         |

### Az első csapathoz tartozó utánpótlás játékosok
| #  |     | Poszt | Név               |
| -- | --- | ----- | ----------------- |
| 43 | GER | V     | Bright Arrey-Mbi  |
| 14 | GER | KP    | Paul Wanner       |
| 32 | GER | KP    | Christopher Scott |
| 37 | USA | KP    | Taylor Booth      |

| #  |     | Poszt | Név           |
| -- | --- | ----- | ------------- |
| 34 | GER | CS    | Lucas Copado  |
| 40 | GER | CS    | Malik Tillman |
| 47 | GER | CS    | Armindo Sieb  |

## Szakmai stáb
Legutóbb 2021. augusztus 26-án lett frissítve.
| Edzői stáb                    | Edzői stáb                            |
| ----------------------------- | ------------------------------------- |
| Julian Nagelsmann             | Vezetőedző                            |
| Glück Benjamin                | Segédedző                             |
| Xaver Zembrod                 | Segédedző                             |
| Dino Toppmöller               | Segédedző                             |
| Toni Tapalović                | Kapusedző                             |
| Elemzési osztály              |                                       |
| Michael Niemeyer              | A videóelemzés vezetője               |
| Vitus Angerer                 | Videóelemzők                          |
| Michael Cuper                 | Videóelemzők                          |
| Maximilian Schwab             | Videóelemzők                          |
| Erőnléti edző                 |                                       |
| Prof. Dr. Holger Broich       | Tudományos igazgató és fitneszvezető  |
| Simon Martinello              | Erőnléti edző                         |
| Schlösser Péter               | Erőnléti edző                         |
| Thomas Wilhelmi               | Erőnléti edző                         |
| Soner Mansuroglu              | Adatelemző                            |
| Orvosi osztály                |                                       |
| Prof. Dr. Schmidt Roland      | Belgyógyász és kardiológus            |
| Dr. Jochen Hahne              | csapatorvos                           |
| Prof. Dr. Peter Ueblacker     | tiszti főorvos                        |
| Helmut Erhard                 | A fizioterápia vezetője               |
| Gerry Hoffmann                | fizioterápiás osztályvezető-helyettes |
| Gianni Bianchi                | Gyógytornász                          |
| Florian Brandner              | Gyógytornász                          |
| Knut Stamer                   | Gyógytornász                          |
| Christian Huhn                | Gyógytornász                          |
| Stephan Weickert              | Gyógytornász                          |
| Sportmenedzsment és szervezés |                                       |
| Kathleen Krüger               | Csapatmenedzsment vezetője            |
| Bastian Wernscheid            | Csapatmenedzsment                     |

## Vezetőség
| Sportegyesület (FC Bayern München e.V.)   | Sportegyesület (FC Bayern München e.V.)                                     | Sportegyesület (FC Bayern München e.V.) |
| Tagok                                     | Pozíció                                                                     |                                         |
| ----------------------------------------- | --------------------------------------------------------------------------- | --------------------------------------- |
| Karl Hopfner                              | Az FC Bayern München e.V. elnöke és a vezetőség elnöke                      |                                         |
| Rudolf Schels                             | Az FC Bayern München e.V. első alelnöke                                     |                                         |
| Prof. Dr. Dieter Mayer                    | Az FC Bayern München e.V. második alelnöke                                  |                                         |
| Herbert Hainer                            | Az Adidas AG elnöke                                                         |                                         |
| Rupert Stadler                            | Az Audi AG elnöke                                                           |                                         |
| Helmut Markwort                           | A FOCUS Magazine riportere                                                  |                                         |
| Dieter Rampl                              | Az UniCredit Bank AG felügyelőbizottságának elnöke                          |                                         |
| Dr. Edmund Stoiber                        | Bajorország miniszterelnöke, a sportegyesület felügyelőbizottságának elnöke |                                         |
| Timotheus Höttges                         | A Telekom AG elnöke                                                         |                                         |
| Prof. Dr. Martin Winterkorn               | A Volkswagen AG elnöke                                                      |                                         |
| Gazdasági társaság (FC Bayern München AG) |                                                                             |                                         |
| Tagok                                     | Pozíció                                                                     |                                         |
| Karl-Heinz Rummenigge                     | A gazdasági társaság elnöke és a végrehajtó testület elnöke                 |                                         |
| Jan-Christian Dreesen                     | Gazdasági igazgató                                                          |                                         |
| Matthias Sammer                           | Sportigazgató                                                               |                                         |
| Andreas Jung                              | Marketingigazgató                                                           |                                         |
| Jörg Wacker                               | Stratégiai igazgató                                                         |                                         |

## Felkészülési és barátságos mérkőzések
| 2021. július 17. 16:00, Barátságos |

| Köln                       | 3 – 2               | Bayern München      |
| -------------------------- | ------------------- | ------------------- |
| Thielmann 20' Uth 27', 56' | (2 – 2) Jegyzőkönyv | 6' Sieb 34' Zirkzee |

| MS Technologie Arena, Villingen-Schwenningen, Németország |

| 2021. július 24. 16:30, Barátságos |

| Bayern München                | 2 – 2               | Ajax                  |
| ----------------------------- | ------------------- | --------------------- |
| Choupo-Moting 40' Nianzou 48' | (1 – 1) Jegyzőkönyv | 10' Labyad 50' Jensen |

| Allianz Arena, München, Németország Játékvezető: Tobias Reichel (német) |

| 2021. július 28. 18:00, Barátságos |

| Bayern München | 0 – 2               | Borussia Mönchengladbach |
| -------------- | ------------------- | ------------------------ |
|                | (0 – 0) Jegyzőkönyv | 60' Wolf 77' Wentzel     |

| Allianz Arena, München, Németország Játékvezető: Robert Hartmann (német) |

| 2021. július 31. 16:30, Barátságos |

| Bayern München | 0 – 3               | Napoli                       |
| -------------- | ------------------- | ---------------------------- |
|                | (0 – 0) Jegyzőkönyv | 69', 71' Osimhen 85' Machach |

| Allianz Arena, München, Németország |

## Bundesliga

### Augusztus
| 2021. augusztus 13. 20:30 |

| Borussia Mönchengladbach | 1 – 1       | Bayern München  |
| ------------------------ | ----------- | --------------- |
| Pléa 10'                 | Jegyzőkönyv | 42' Lewandowski |

| Borussia-Park, Mönchengladbach Nézőszám: 22 925 Játékvezető: Marco Fritz (német) |

| 2021. augusztus 22. 17:30 |

| Bayern München                  | 3 – 2               | 1. FC Köln      |
| ------------------------------- | ------------------- | --------------- |
| Lewandowski 50' Gnabry 59', 70' | (0 – 0) Jegyzőkönyv | 60' Modeste Uth |

| München Arena, München Nézőszám: 20 000 Játékvezető: Martin Petersen (német) |

| 2021. augusztus 28. 18:30 |

| Bayern München                                  | 5 – 0               | Hertha BSC |
| ----------------------------------------------- | ------------------- | ---------- |
| Müller 6' Lewandowski 35', 70', 84' Musiala 49' | (2 – 0) Jegyzőkönyv |            |

| München Arena, München Játékvezető: Sven Jablonski (német) |

### Szeptember
| 2021. szeptember 11. 18:30 |

| RB Leipzig | 1 – 4               | Bayern München                                                      |
| ---------- | ------------------- | ------------------------------------------------------------------- |
| Laimer 58' | (0 – 1) Jegyzőkönyv | 12' (11-esből) Lewandowski 47' Musiala 54' Sané 90+2' Choupo-Moting |

| Red Bull Arena, Lipcse Nézőszám: 34 000 Játékvezető: Deniz Aytekin (német) |

| 2021. szeptember 18. 15:30 |

| Bayern München                                                                          | 7 – 0               | Bochum |
| --------------------------------------------------------------------------------------- | ------------------- | ------ |
| Sané 17' Kimmich 27', 65' Gnabry 32' Lampropoulos 43' Lewandowski 61' Choupo-Moting 79' | (4 – 0) Jegyzőkönyv |        |

| Allianz Arena, München Nézőszám: 25 000 Játékvezető: Tobias Welz (német) |

| 2021. szeptember 24. 20:30 |

| Greuther Fürth                                          | 1 – 3               | Bayern München                                           |
| ------------------------------------------------------- | ------------------- | -------------------------------------------------------- |
| Hrgota 20' Viergever 53' Abiama 67' Barry 83' Itten 88' | (0 – 2) Jegyzőkönyv | 10' Müller 31' Kimmich 44' Sané 48′ Pavard 68' Griesbeck |

| Sportpark Ronhof, Fürth Nézőszám: 11 740 Játékvezető: Robert Schröder (német) |

### Október
| 2021. október 3. 17:30 |

| Bayern München                        | 1 – 2               | Eintracht Frankfurt                  |
| ------------------------------------- | ------------------- | ------------------------------------ |
| Goretzka 29' Davies 50' Upamecano 77' | (1 – 1) Jegyzőkönyv | 32' Hinteregger 78' Hauge 78' Kostić |

| Allianz Arena, München Nézőszám: 25 000 Játékvezető: Florian Badstübner (német) |

| 2021. október 17. 15:30 |

| Bayer Leverkusen | 1 – 5               | Bayern München                                 |
| ---------------- | ------------------- | ---------------------------------------------- |
| Schick 55'       | (0 – 5) Jegyzőkönyv | 4', 33' Lewandowski 34' Müller 35', 37' Gnabry |

| BayArena, Leverkusen Nézőszám: 29 542 Játékvezető: Sven Jablonski (német) |

| 2021. október 23. 15:30 |

| Bayern München                                         | 4 – 0               | Hoffenheim                                        |
| ------------------------------------------------------ | ------------------- | ------------------------------------------------- |
| Gnabry 16' Lewandowski 30' Choupo-Moting 82' Coman 87' | (2 – 0) Jegyzőkönyv | 10' Samassékou 60' Rudy 75' Raum 90+1' Grillitsch |

| Allianz Arena, München Nézőszám: 60 000 Játékvezető: Matthias Jöllenbeck (német) |

| 2021. október 30. 15:30 |

| Union Berlin                           | 2 – 5               | Bayern München                                                         |
| -------------------------------------- | ------------------- | ---------------------------------------------------------------------- |
| Jaeckel 15' Gießelmann 43' Ryerson 65' | (1 – 3) Jegyzőkönyv | 15' (11-esből), 21' Lewandowski 30' Süle 35' Sané 61' Coman 80' Müller |

| Stadion An der Alten Försterei, Berlin Nézőszám: 16 509 Játékvezető: Harm Osmers (német) |

### November
| 2021. november 6. 15:30 |

| Bayern München               | 2 – 1               | Freiburg      |
| ---------------------------- | ------------------- | ------------- |
| Goretzka 30' Lewandowski 75' | (1 – 0) Jegyzőkönyv | 90+2' Haberer |

| Allianz Arena, München Nézőszám: 75 000 Játékvezető: Sascha Stegemann (német) |

| 2021. november 19. 20:30 |

| Augsburg                                  | 2 – 1               | Bayern München                  |
| ----------------------------------------- | ------------------- | ------------------------------- |
| Valentin 23' Hahn 36', 45' Framberger 79' | (2 – 1) Jegyzőkönyv | 38' Lewandowski 45+1' Hernández |

| WWK ARENA, Augsburg Nézőszám: 26 000 Játékvezető: Daniel Siebert (német) |

| 2021. november 27. 18:30 |

| Bayern München         | 1 – 0               | Arminia Bielefeld |
| ---------------------- | ------------------- | ----------------- |
| Hernández 64' Sané 71' | (0 – 0) Jegyzőkönyv | 82' Lasme         |

| Allianz Arena, München Nézőszám: 12 000 Játékvezető: Marco Fritz (német) |

### December
| 2021. december 4. 18:30 |

| Borussia Dortmund                            | 2 – 3               | Bayern München                                                |
| -------------------------------------------- | ------------------- | ------------------------------------------------------------- |
| Brandt 5' Haaland 48' Can 51' Bellingham 86' | (1 – 2) Jegyzőkönyv | 9', 77' (11-esből), 88' Lewandowski 44' Coman 90+5' Upamecano |

| Signal Iduna Park, Dortmund Nézőszám: 15 000 Játékvezető: Felix Zwayer (német) |

| 2021. december 11. 15:30 |

| Bayern München                                    | 2 – 1               | Mainz                                       |
| ------------------------------------------------- | ------------------- | ------------------------------------------- |
| Musiala 27', 74' Sané 34' Coman 53' Hernández 56' | (0 – 1) Jegyzőkönyv | 22' Onisiwo 29' Stach 89' Hack 90+1' Stöger |

| Allianz Arena, München Nézőszám: 0 Játékvezető: Benjamin Cortus (német) |

| 2021. december 14. 18:30 |

| Stuttgart   | 0 – 5               | Bayern München                                       |
| ----------- | ------------------- | ---------------------------------------------------- |
| Karazor 64' | (0 – 1) Jegyzőkönyv | 40', 53', 74' Gnabry 54' Davies 69', 72' Lewandowski |

| Mercedes-Benz Arena, Stuttgart Nézőszám: 0 Játékvezető: Robert Schröder (német) |

| 2021. december 17. 20:30 |

| Bayern München                                   | 4 – 0               | Wolfsburg |
| ------------------------------------------------ | ------------------- | --------- |
| Müller 7' Upamecano 57' Sané 59' Lewandowski 87' | (1 – 0) Jegyzőkönyv |           |

| Allianz Arena, München Játékvezető: Tobias Welz (német) |

### Január
| 2022. január 7. 20:30 |

| Bayern München  | 1 – 2               | Borussia Mönchengladbach          |
| --------------- | ------------------- | --------------------------------- |
| Lewandowski 18' | (1 – 2) Jegyzőkönyv | 27' Neuhaus 31' Lainer 78' Stindl |

| Allianz Arena, München Nézőszám: 0 Játékvezető: Daniel Siebert (német) |

| 2022. január 15. 15:30 |

| Köln      | 0 – 4               | Bayern München                       |
| --------- | ------------------- | ------------------------------------ |
| Kilian 9' | (0 – 2) Jegyzőkönyv | 9', 63', 74' Lewandowski 25' Tolisso |

| RheinEnergieStadion, Köln Nézőszám: 1 000 Játékvezető: Tobias Welz (német) |

| 2022. január 23. 17:30 |

| Hertha                     | 1 – 4               | Bayern München                             |
| -------------------------- | ------------------- | ------------------------------------------ |
| Serdar 70' Ekkelenkamp 81' | (0 – 2) Jegyzőkönyv | 25' Tolisso 45' Müller 75' Sané 79' Gnabry |

| Olimpiai Stadion, Berlin Nézőszám: 3 000 Játékvezető: Bastian Dankert (német) |

### Február
| 2022. február 5. 18:30 |

| Bayern München                                        | 3 – 2               | RB Leipzig                                          |
| ----------------------------------------------------- | ------------------- | --------------------------------------------------- |
| Müller 12' Hernández 22' Lewandowski 44' Gvardiol 58' | (2 – 1) Jegyzőkönyv | 27' Silva 45+1' Laimer 53', 63' Nkunku 74' Henrichs |

| Allianz Arena, München Nézőszám: 10 000 Játékvezető: Sven Jablonski (német) |

| 2022. február 12. 15:30 |

| Bochum                                                                            | 4 – 2               | Bayern München                 |
| --------------------------------------------------------------------------------- | ------------------- | ------------------------------ |
| Antwi-Adjei 14' Locadia 38' (11-esből) Gamboa 40', 58' Holtmann 44' Rexhbeçaj 74' | (4 – 1) Jegyzőkönyv | 9', 75' Lewandowski 90' Pavard |

| Ruhrstadion, Bochum Nézőszám: 8 500 Játékvezető: Robert Schröder (német) |

| 2022. február 20. 15:30 |

| Bayern München                                                          | 4 – 1               | Greuther Fürth       |
| ----------------------------------------------------------------------- | ------------------- | -------------------- |
| Lewandowski 45', 47', 82' Griesbeck 61' Kimmich 88' Choupo-Moting 90+1' | (0 – 1) Jegyzőkönyv | 43' Hrgota 80' Bauer |

| Allianz Arena, München Nézőszám: 25 000 Játékvezető: Robert Hartmann (német) |

| 2022. február 26. 18:30 |

| Eintracht Frankfurt | 0 – 1               | Bayern München                     |
| ------------------- | ------------------- | ---------------------------------- |
| Lenz 32'            | (0 – 0) Jegyzőkönyv | 32' Hernández 64' Kimmich 71' Sané |

| Deutsche Bank Park, Frankfurt Nézőszám: 25 000 Játékvezető: Florian Badstübner (német) |

### Március
| 2022. március 5. 15:30 |

| Bayern München     | 1 – 1       | Bayer Leverkusen                   |
| ------------------ | ----------- | ---------------------------------- |
| Süle 18' Coman 72' | Jegyzőkönyv | 32' Bakker 36' Müller 54' Demirbay |

| Allianz Arena, München Nézőszám: 25 000 Játékvezető: Daniel Siebert (német) |

| 2022. március 12. 15:30 |

| Hoffenheim                                                             | 1 – 1       | Bayern München                  |
| ---------------------------------------------------------------------- | ----------- | ------------------------------- |
| Samassékou 30' Baumgartner 32' Grillitsch 38' Rutter 45+1' Posch 45+1' | Jegyzőkönyv | 44' Hernández 45+3' Lewandowski |

| Rhein-Neckar-Arena, Sinsheim Nézőszám: 25 600 Játékvezető: Robert Schröder (német) |

| 2022. március 19. 18:30 |

| Bayern München                                                | 4 – 0               | Union Berlin  |
| ------------------------------------------------------------- | ------------------- | ------------- |
| Coman 16' Nianzou 25', 75' Lewandowski 45+1', 47' Musiala 51' | (3 – 0) Jegyzőkönyv | 39' Baumgartl |

| Allianz Arena, München Nézőszám: 37 000 Játékvezető: Harm Osmers (német) |

### Április
| 2022. április 2. 15:30 |

| Freiburg                | 1 – 4               | Bayern München                                                   |
| ----------------------- | ------------------- | ---------------------------------------------------------------- |
| Petersen 63' Günter 70' | (0 – 0) Jegyzőkönyv | 58' Goretzka 73' Gnabry 82' Coman 90+3' Upamecano 90+6' Sabitzer |

| Schwarzwald-Stadion, Freiburg Nézőszám: 34 700 Játékvezető: Christian Dingert (német) |

| 2022. április 9. 15:30 |

| Bayern München                         | 1 – 0               | Augsburg                |
| -------------------------------------- | ------------------- | ----------------------- |
| Nianzou 67' Lewandowski 82' (11-esből) | (0 – 0) Jegyzőkönyv | 36' Oxford 90+2' Dorsch |

| Allianz Arena, München Nézőszám: 75 000 Játékvezető: Patrick Ittrich (német) |

| 2022. április 17. 15:30 |

| Arminia Bielefeld | 0 – 3               | Bayern München                                               |
| ----------------- | ------------------- | ------------------------------------------------------------ |
| Kunze 25'         | (0 – 2) Jegyzőkönyv | 10' Laursen 45' Nianzou 45+7' Gnabry 65' Kimmich 85' Musiala |

| Schüco Arena, Bielefeld Nézőszám: 26 419 Játékvezető: Matthias Jöllenbeck (német) |

| 2022. április 23. 18:30 |

| Bayern München                         | 3 – 1               | Borussia Dortmund       |
| -------------------------------------- | ------------------- | ----------------------- |
| Gnabry 15' Lewandowski 34' Musiala 83' | (2 – 0) Jegyzőkönyv | 40', 52' (11-esből) Can |

| Allianz Arena, München Nézőszám: 75 000 Játékvezető: Daniel Siebert (német) |

| 2022. április 30. 15:30 |

| Mainz                                  | 3 – 1               | Bayern München                                                |
| -------------------------------------- | ------------------- | ------------------------------------------------------------- |
| Burkardt 18' Niakhaté 27' Barreiro 57' | (2 – 1) Jegyzőkönyv | 33' Lewandowski 43' Kimmich 65' Hernández 73' Pavard 86' Sané |

| Mewa Arena, Mainz Nézőszám: 33 305 Játékvezető: Sascha Stegemann (német) |

### Május
| 2022. május 8. 17:30 |

| Bayern München                                            | 2 – 2               | Stuttgart                                                    |
| --------------------------------------------------------- | ------------------- | ------------------------------------------------------------ |
| Nianzou 6' Gnabry 35' Müller 35' Davies 90+1' Coman 90+6′ | (2 – 1) Jegyzőkönyv | 6' Tomás 39' Karazor 50' Führich 52' Kalajdžić 74' Coulibaly |

| Allianz Arena, München Nézőszám: 75 000 Játékvezető: Deniz Aytekin (német) |

| 2022. május 14. 15:30 |

| Wolfsburg                        | 2 – 2               | Bayern München                                          |
| -------------------------------- | ------------------- | ------------------------------------------------------- |
| L. Nmecha 42' Wind 45' Kruse 58' | (1 – 2) Jegyzőkönyv | 17' Stanišić 40' Lewandowski 77' Upamecano 88' Richards |

| Volkswagen Arena, Wolfsburg Nézőszám: 30 000 Játékvezető: Robert Hartmann (német) |

## Német kupa (DFB-Pokal)
| 2021. augusztus 25. 20:15, 1. forduló |

| Bremer | 0 – 12              | Bayern München                                                                                                   |
| ------ | ------------------- | --- |
|        | (0 – 5) Jegyzőkönyv | 8', 28', 35', 82' Choupo-Moting 16', 49' Musiala 27' Warm 47' Tillman 65' Sané 80' Cuisance 86' Sarr 88' Tolisso |

| Wohninvest Weserstadion, Bréma Nézőszám: 10 093 Játékvezető: Nicolas Winter (német) |

| 2021. október 27. 20:45, 2. forduló |

| Borussia Mönchengladbach                                 | 5 – 0               | Bayern München |
| -------------------------------------------------------- | ------------------- | -------------- |
| Koné 2' ben-Szebajni 15', 21' (11-esből) Embolo 51', 58' | (3 – 0) Jegyzőkönyv | 46' Upamecano  |

| Borussia-Park Stadion, Mönchengladbach Nézőszám: 48 500 Játékvezető: Tobias Stieler (német) |

## Német szuperkupa
| 2021. augusztus 17. 20:45 |

| Borussia Dortmund | 1 – 3               | Bayern München                  |
| ----------------- | ------------------- | ------------------------------- |
| Reus 64'          | (0 – 1) Jegyzőkönyv | 41', 74' Lewandowski 50' Müller |

| Signal Iduna Park, Dortmund Nézőszám: 24 742 Játékvezető: Sascha Stegemann (német) |

## Bajnokok ligája

### E csoport
| Hely. | Csapat                | M | Gy | D | V | G+ | G– | Gk  | P  | Továbbjutás                                      |  | BAY | BEN | BAR | DKV |
| ----- | --------------------- | - | -- | - | - | -- | -- | --- | -- | ------------------------------------------------ |  | --- | --- | --- | --- |
| 1.    | Bayern München (T, J) | 6 | 6  | 0 | 0 | 22 | 3  | +19 | 18 | Továbbjut az egyenes kieséses szakaszba          |  | —   | 5–2 | 3–0 | 5–0 |
| 2.    | Benfica (T, J)        | 6 | 2  | 2 | 2 | 7  | 9  | −2  | 8  | Továbbjut az egyenes kieséses szakaszba          |  | 0–4 | —   | 3–0 | 2–0 |
| 3.    | Barcelona (K)         | 6 | 2  | 1 | 3 | 2  | 9  | −7  | 7  | Átkerül az Európa-liga nyolcaddöntő rájátszásába |  | 0–3 | 0–0 | —   | 1–0 |
| 4.    | Dinamo Kijiv (K)      | 6 | 0  | 1 | 5 | 1  | 11 | −10 | 1  |                                                  |  | 1–2 | 0–0 | 0–1 | —   |

| 2021. szeptember 14. 21:00 |

| Barcelona | 0 – 3               | Bayern München                  |
| --------- | ------------------- | ------------------------------- |
|           | (0 – 1) Jegyzőkönyv | 33' Müller 56', 85' Lewandowski |

| Camp Nou, Barcelona, Spanyolország Nézőszám: 39 737 Játékvezető: Michael Oliver (angol) |

| 2021. szeptember 29. 21:00 |

| Bayern München                                                                        | 5 – 0               | Dinamo Kijiv |
| ------------------------------------------------------------------------------------- | ------------------- | ------------ |
| Lewandowski 12' (11-esből), 27' Gnabry 68' Sané 74' Choupo-Moting 87' Hernández 90+1' | (2 – 0) Jegyzőkönyv | 38' Tymchyk  |

| Allianz Arena, München, Németország Nézőszám: 25 000 Játékvezető: Marco Guida (olasz) |

| 2021. október 20. 21:00 |

| Benfica                     | 0 – 4               | Bayern München                                                        |
| --------------------------- | ------------------- | --------------------------------------------------------------------- |
| Otamendi 45' João Mário 51' | (0 – 0) Jegyzőkönyv | 56' Upamecano 59' Hernández 70', 85' Sané 80' Everton 82' Lewandowski |

| Estádio da Luz, Lisszabon, Portugália Nézőszám: 55 201 Játékvezető: Ovidiu Hațegan (román) |

| 2021. november 2. 21:00 |

| Bayern München                                                           | 5 – 2               | Benfica                            |
| ------------------------------------------------------------------------ | ------------------- | ---------------------------------- |
| Lewandowski 26', 61', 84', Gnabry 32' Sané 49' Upamecano 51' Nianzou 69' | (2 – 1) Jegyzőkönyv | 38' Morato 45' Veríssimo 75' Núñez |

| Allianz Arena, München, Németország Nézőszám: 50 000 Játékvezető: Szymon Marciniak (lengyel) |

| 2021. november 23. 18:45 |

| Dinamo Kijiv             | 1 – 2               | Bayern München                     |
| ------------------------ | ------------------- | ---------------------------------- |
| Saparenko 32' Harmas 70' | (0 – 2) Jegyzőkönyv | 14' Lewandowski 42' Coman 52' Sarr |

| Olimpiai Stadion, Kijev, Ukrajna Nézőszám: 28 732 Játékvezető: Halil Umut Meler (török) |

| 2021. december 8. 21:00 |

| Bayern München                               | 3 – 0               | Barcelona              |
| -------------------------------------------- | ------------------- | ---------------------- |
| Müller 34' Sané 43' Musiala 62' Richards 82' | (2 – 0) Jegyzőkönyv | 3' Busquets 16' Araújo |

| Allianz Arena, München, Németország Nézőszám: 0 Játékvezető: Ovidiu Hațegan (román) |

### Nyolcaddöntők
| 2022. február 16. 21:00 |

| Red Bull Salzburg  | 1 – 1               | Bayern München                |
| ------------------ | ------------------- | ----------------------------- |
| Adamu 21' Köhn 86' | (1 – 0) Jegyzőkönyv | 83', 90' Coman 90+2' Sabitzer |

| Red Bull Arena, Salzburg, Ausztria Nézőszám: 29 520 Játékvezető: Michael Oliver (angol) |

| 2022. március 8. 21:00 |

| Bayern München                                                                      | 7 – 1 (tj: a Bayern München 8-2-vel) | Red Bull Salzburg |
| ----------------------------------------------------------------------------------- | ------------------------------------ | ----------------- |
| Lewandowski 12' (11-esből), 21' (11-esből), 23' Gnabry 31' Müller 54', 83' Sané 86' | (4 – 0) Jegyzőkönyv                  | 70' Kjærgaard     |

| Allianz Arena, München, Németország Nézőszám: 25 000 Játékvezető: Clément Turpin (francia) |

### Negyeddöntők
| 2022. április 6. 21:00 |

| Villarreal               | 1 – 0       | Bayern München |
| ------------------------ | ----------- | -------------- |
| Danjuma 8' Estupiñán 74' | Jegyzőkönyv |                |

| Estadio de la Cerámica, Villarreal, Spanyolország Nézőszám: 21 626 Játékvezető: Anthony Taylor (angol) |

| 2022. április 12. 21:00 |

| Bayern München       | 1 – 1 (tj:a Villarreal 2–1-el) | Villarreal                             |
| -------------------- | ------------------------------ | -------------------------------------- |
| Lewandowski 33', 52' | (0 – 0) Jegyzőkönyv            | 59' Foyth 88' Chukwueze 90+1' Lo Celso |

| Allianz Arena, München, Németország Nézőszám: 70 000 Játékvezető: Slavko Vincić (szlovén) |

## Statisztika
Legutóbb frissítve: 2022. május 14-én lett.
| Kiírás           | Statisztikák | Statisztikák | Statisztikák | Statisztikák | Statisztikák | Statisztikák | Statisztikák | Kezdő forduló/ helyezés | Végső forduló/ helyezés | Mérkőzések dátumai   | Mérkőzések dátumai  | Mérkőzések dátumai  |
| Kiírás           | M            | GY           | D            | V            | LG–KG        | GK           | Gy %         | Kezdő forduló/ helyezés | Végső forduló/ helyezés | Első                 | Utolsó              | Következő           |
| ---------------- | ------------ | ------------ | ------------ | ------------ | ------------ | ------------ | ------------ | ----------------------- | ----------------------- | -------------------- | ------------------- | ------------------- |
| Bundesliga       | 34           | 24           | 05           | 05           | 97 – 37      | +60          | 70.59%       | 7.                      | Győztes                 | 2021. augusztus 13.  | 2022. május 14.     | -                   |
| Német kupa       | 02           | 01           | 0            | 01           | 12 – 5       | +7           | 50.00%       | (legjobb 32)            | (legjobb 16)            | 2021. augusztus 25.  | 2021. október 27.   | -                   |
| Német szuperkupa | 01           | 01           | 0            | 0            | 3 – 1        | +2           | 100.00%      | Döntős                  | Győztes                 | 2021. augusztus 17.  | 2021. augusztus 17. | 2021. augusztus 17. |
| Bajnokok ligája  | 010          | 07           | 02           | 01           | 31 – 7       | +24          | 70.00%       | (csoportkör)            | Negyeddöntős            | 2021. szeptember 14. | 2022. április 12.   | -                   |
| Összesen         | 47           | 033          | 07           | 07           | 143 – 50     | +93          | 70.21%       | –                       | –                       | –                    | –                   | –                   |

| Összesen | Összesen | Összesen | Összesen | Összesen | Összesen | Összesen | Otthon | Otthon | Otthon | Otthon | Otthon  | Otthon | Otthon | Idegenben | Idegenben | Idegenben | Idegenben | Idegenben | Idegenben | Idegenben |
| M        | GY       | D        | V        | LG–KG    | GK       | P        | M      | GY     | D      | V      | LG–KG   | GK     | P      | M         | GY        | D         | V         | LG–KG     | GK        | P         |
| -------- | -------- | -------- | -------- | -------- | -------- | -------- | ------ | ------ | ------ | ------ | ------- | ------ | ------ | --------- | --------- | --------- | --------- | --------- | --------- | --------- |
| 34       | 24       | 5        | 5        | 97 – 37  | +60      | 77       | 17     | 13     | 2      | 2      | 48 – 15 | +33    | 41     | 17        | 11        | 3         | 3         | 49 – 22   | +27       | 36        |

### Helyezések fordulónként
| Forduló  | 1  | 2  | 3  | 4  | 5  | 6  | 7  | 8  | 9  | 10 | 11 | 12 | 13 | 14 | 15 | 16 | 17 | 18 | 19 | 20 | 21 | 22 | 23 | 24 | 25 | 26 | 27 | 28 | 29 | 30 | 31 | 32 | 33 | 34 |
| -------- | -- | -- | -- | -- | -- | -- | -- | -- | -- | -- | -- | -- | -- | -- | -- | -- | -- | -- | -- | -- | -- | -- | -- | -- | -- | -- | -- | -- | -- | -- | -- | -- | -- | -- |
| Helyszín | I  | O  | O  | I  | O  | I  | O  | I  | O  | I  | O  | I  | O  | I  | O  | I  | O  | O  | I  | I  | O  | I  | O  | I  | O  | I  | O  | I  | O  | I  | O  | I  | O  | I  |
| Eredmény | D  | GY | GY | GY | GY | GY | V  | GY | GY | GY | GY | V  | GY | GY | GY | GY | GY | V  | GY | GY | GY | V  | GY | GY | D  | D  | GY | GY | GY | GY | GY | V  | D  | D  |
| Helyezés | 7. | 4. | 3. | 2. | 1. | 1. | 1. | 1. | 1. | 1. | 1. | 1. | 1. | 1. | 1. | 1. | 1. | 1. | 1. | 1. | 1. | 1. | 1. | 1. | 1. | 1. | 1. | 1. | 1. | 1. | 1. | 1. | 1. | 1. |

Helyszín: O = Otthon; I = Idegenben. Eredmény: GY = Győzelem; D = Döntetlen; V = Vereség.

### Keret statisztika
Legutóbb frissítve: 2022. május 14-én lett.
| Mezszám                         | Poszt   | Név                      | Bundesliga    | Bundesliga | Német kupa (DFB-Pokal) | Német kupa (DFB-Pokal) | Német szuperkupa (DFL-Supercup) | Német szuperkupa (DFL-Supercup) | Bajnokok Ligája | Bajnokok Ligája | Összesen      | Összesen |         |         |         |         |
| Mezszám                         | Poszt   | Név                      | Pályára lépés | Gól        | Pályára lépés          | Gól                    | Pályára lépés                   | Gól                             | Pályára lépés   | Gól             | Pályára lépés | Gól      |         |         |         |         |
| Kapusok                         | Kapusok | Kapusok                  | Kapusok       | Kapusok    | Kapusok                | Kapusok                | Kapusok                         | Kapusok                         | Kapusok         | Kapusok         | Kapusok       | Kapusok  | Kapusok | Kapusok | Kapusok | Kapusok |
| ------------------------------- | ------- | ------------------------ | ------------- | ---------- | ---------------------- | ---------------------- | ------------------------------- | ------------------------------- | --------------- | --------------- | ------------- | -------- | ------- | ------- | ------- | ------- |
| 1                               | GK      | Manuel Neuer             | 28            | 0          | 1                      | 0                      | 1                               | 0                               | 9               | 0               | 39            | 0        |         |         |         |         |
| 26                              | GK      | Sven Ulreich             | 6             | 0          | 1                      | 0                      | 0                               | 0                               | 1               | 0               | 8             | 0        |         |         |         |         |
| 36                              | GK      | Christian Früchtl        | 1             | 0          | 0                      | 0                      | 0                               | 0                               | 0               | 0               | 1             | 0        |         |         |         |         |
| Védők                           |         |                          |               |            |                        |                        |                                 |                                 |                 |                 |               |          |         |         |         |         |
| 2                               | DF      | Dayot Upamecano          | 28            | 1          | 1                      | 0                      | 1                               | 0                               | 8               | 0               | 38            | 1        |         |         |         |         |
| 3                               | DF      | Omar Richards            | 12            | 0          | 1                      | 0                      | 0                               | 0                               | 4               | 0               | 17            | 0        |         |         |         |         |
| 4                               | DF      | Niklas Süle              | 28            | 1          | 2                      | 0                      | 1                               | 0                               | 7               | 0               | 38            | 1        |         |         |         |         |
| 5                               | DF      | Benjamin Pavard          | 25            | 0          | 1                      | 0                      | 0                               | 0                               | 10              | 0               | 36            | 0        |         |         |         |         |
| 19                              | DF      | Alphonso Davies          | 22            | 0          | 1                      | 0                      | 1                               | 0                               | 7               | 0               | 31            | 0        |         |         |         |         |
| 20                              | DF      | Bouna Sarr               | 5             | 0          | 1                      | 1                      | 1                               | 0                               | 5               | 0               | 12            | 1        |         |         |         |         |
| 21                              | DF      | Lucas Hernández          | 25            | 0          | 1                      | 0                      | 0                               | 0                               | 8               | 0               | 34            | 0        |         |         |         |         |
| 23                              | DF      | Tanguy Nianzou           | 17            | 1          | 1                      | 0                      | 0                               | 0                               | 4               | 0               | 22            | 1        |         |         |         |         |
| 44                              | DF      | Josip Stanišić           | 13            | 1          | 1                      | 0                      | 1                               | 0                               | 2               | 0               | 17            | 1        |         |         |         |         |
| Középpályások                   |         |                          |               |            |                        |                        |                                 |                                 |                 |                 |               |          |         |         |         |         |
| 6                               | MF      | Joshua Kimmich           | 28            | 3          | 2                      | 0                      | 1                               | 0                               | 8               | 0               | 39            | 3        |         |         |         |         |
| 8                               | MF      | Leon Goretzka            | 19            | 3          | 1                      | 0                      | 1                               | 0                               | 6               | 0               | 27            | 3        |         |         |         |         |
| 14                              | MF      | Paul Wanner              | 4             | 0          | 0                      | 0                      | 0                               | 0                               | 0               | 0               | 4             | 0        |         |         |         |         |
| 18                              | MF      | Marcel Sabitzer          | 25            | 0          | 0                      | 0                      | 0                               | 0                               | 5               | 0               | 30            | 1        |         |         |         |         |
| 22                              | MF      | Marc Roca                | 9             | 0          | 0                      | 0                      | 0                               | 0                               | 4               | 0               | 13            | 0        |         |         |         |         |
| 24                              | MF      | Corentin Tolisso         | 15            | 2          | 2                      | 1                      | 1                               | 0                               | 4               | 0               | 22            | 3        |         |         |         |         |
| 37                              | MF      | Taylor Booth             | 0             | 0          | 1                      | 0                      | 0                               | 0                               | 0               | 0               | 1             | 0        |         |         |         |         |
| Csatárok                        |         |                          |               |            |                        |                        |                                 |                                 |                 |                 |               |          |         |         |         |         |
| 7                               | FW      | Serge Gnabry             | 34            | 14         | 2                      | 0                      | 1                               | 0                               | 8               | 2               | 45            | 17       |         |         |         |         |
| 9                               | FW      | Robert Lewandowski       | 34            | 35         | 1                      | 0                      | 1                               | 2                               | 10              | 13              | 46            | 50       |         |         |         |         |
| 10                              | FW      | Leroy Sané               | 32            | 7          | 2                      | 1                      | 1                               | 0                               | 9               | 6               | 44            | 14       |         |         |         |         |
| 11                              | FW      | Kingsley Coman           | 21            | 6          | 1                      | 0                      | 1                               | 0                               | 9               | 2               | 32            | 8        |         |         |         |         |
| 13                              | FW      | Eric Maxim Choupo-Moting | 20            | 4          | 1                      | 4                      | 1                               | 0                               | 4               | 1               | 26            | 9        |         |         |         |         |
| 25                              | FW      | Thomas Müller            | 32            | 8          | 2                      | 0                      | 1                               | 1                               | 10              | 4               | 45            | 13       |         |         |         |         |
| 34                              | FW      | Lucas Copado             | 1             | 0          | 0                      | 0                      | 0                               | 0                               | 0               | 0               | 1             | 0        |         |         |         |         |
| 38                              | FW      | Gabriel Vidović          | 3             | 0          | 0                      | 0                      | 0                               | 0                               | 0               | 0               | 3             | 0        |         |         |         |         |
| 40                              | FW      | Malik Tillman            | 4             | 0          | 1                      | 1                      | 0                               | 0                               | 2               | 0               | 7             | 1        |         |         |         |         |
| 42                              | FW      | Jamal Musiala            | 30            | 5          | 1                      | 2                      | 1                               | 0                               | 8               | 1               | 40            | 8        |         |         |         |         |
| Már nem tagja az idei szezonnak |         |                          |               |            |                        |                        |                                 |                                 |                 |                 |               |          |         |         |         |         |
| 15                              | DF      | Chris Richards           | 1             | 0          | 1                      | 0                      | 0                               | 0                               | 0               | 0               | 2             | 0        |         |         |         |         |
| 17                              | MF      | Mickaël Cuisance         | 1             | 0          | 1                      | 1                      | 0                               | 0                               | 0               | 0               | 2             | 1        |         |         |         |         |

### Góllövőlista
Legutóbb frissítve: 2022. május 14-én lett.
| #        | Mezszám  | Poszt       | Nemzet        | Név                      | Bundesliga | Német kupa (DFB-Pokal) | Német szuperkupa (DFL-Supercup) | Bajnokok Ligája | Összesen |
| -------- | -------- | ----------- | ------------- | ------------------------ | ---------- | ---------------------- | ------------------------------- | --------------- | -------- |
| 1        | 9        | csatár      | Lengyelország | Robert Lewandowski       | 35         | 0                      | 2                               | 13              | 50       |
| 2        | 7        | csatár      | Németország   | Serge Gnabry             | 14         | 0                      | 0                               | 3               | 17       |
| 3        | 10       | csatár      | Németország   | Leroy Sané               | 7          | 1                      | 0                               | 6               | 14       |
| 4        | 25       | csatár      | Németország   | Thomas Müller            | 8          | 0                      | 1                               | 4               | 13       |
| 5        | 13       | csatár      | Kamerun       | Eric Maxim Choupo-Moting | 4          | 4                      | 0                               | 1               | 9        |
| 6        | 11       | csatár      | Franciaország | Kingsley Coman           | 6          | 0                      | 0                               | 2               | 8        |
| 7        | 42       | csatár      | Németország   | Jamal Musiala            | 5          | 2                      | 0                               | 1               | 8        |
| 8        | 6        | középpályás | Németország   | Joshua Kimmich           | 3          | 0                      | 0                               | 0               | 3        |
| 8        | 8        | középpályás | Németország   | Leon Goretzka            | 3          | 0                      | 0                               | 0               | 3        |
| 8        | 24       | középpályás | Franciaország | Corentin Tolisso         | 2          | 1                      | 0                               | 0               | 3        |
| 11       | 2        | hátvéd      | Franciaország | Dayot Upamecano          | 1          | 0                      | 0                               | 0               | 1        |
| 11       | 4        | hátvéd      | Németország   | Niklas Süle              | 1          | 0                      | 0                               | 0               | 1        |
| 11       | 17       | középpályás | Franciaország | Mickaël Cuisance         | 0          | 1                      | 0                               | 0               | 1        |
| 11       | 18       | középpályás | Ausztria      | Marcel Sabitzer          | 1          | 0                      | 0                               | 0               | 1        |
| 11       | 20       | hátvéd      | Szenegál      | Bouna Sarr               | 0          | 1                      | 0                               | 0               | 1        |
| 11       | 23       | hátvéd      | Franciaország | Tanguy Nianzou           | 1          | 0                      | 0                               | 0               | 1        |
| 11       | 40       | csatár      | Németország   | Malik Tillman            | 0          | 1                      | 0                               | 0               | 1        |
| 11       | 44       | hátvéd      | Horvátország  | Josip Stanišić           | 1          | 0                      | 0                               | 0               | 1        |
| Öngólok  | Öngólok  | Öngólok     | Öngólok       | Öngólok                  | 5          | 1                      | 0                               | 1               | 7        |
| Összesen | Összesen | Összesen    | Összesen      | Összesen                 | 97         | 12                     | 3                               | 31              | 143      |